# Spice World – 2019 Tour
Spice World – 2019 Tour foi a quarta turnê musical do grupo feminino inglês Spice Girls. A turnê foi anunciada em novembro de 2018, e foi composta por 13 shows realizados em estádios no Reino Unido e na Irlanda, com início em 24 de maio de 2019 no Croke Park em Dublin, Irlanda, e término em 15 de junho de 2019 no Wembley Stadium em Londres, Inglaterra. Esta foi a primeira vez que o grupo se apresentou junto desde a cerimônia de encerramento dos Jogos Olímpicos de Verão de 2012, e foi a primeira turnê do grupo sem Victoria Beckham, que não pôde participar devido a outros compromissos.

## Antecedentes
Rumores de uma turnê de reunião começaram a circular em 2016, quando Melanie Brown, Emma Bunton e Geri Halliwell revelaram que estavam planejando celebrar o 20º aniversário do grupo. Melanie Chisholm e Victoria Beckham optaram por não participar. No entanto, após o anúncio da gravidez de Halliwell, o projeto foi cancelado.

## Recepção comercial
Muitos sites de venda de ingressos, como Ticketmaster e See Tickets , caíram devido ao enorme volume de pessoas tentando comprar ingressos para a turnê.  A Ticketmaster afirmou mais tarde que, em determinado momento, mais de 700.000 fãs estavam tentando, simultaneamente, comprar ingressos, tornando-se sua venda mais movimentada de todos os tempos.  As seis datas originais esgotaram em poucos minutos, o que levou o grupo a acrescentar mais datas em Manchester e Londres.  Mais datas foram anunciadas em Coventry e Cardiff devido à alta demanda. Em 16 de novembro, foi anunciado um show no Croke Park em Dublin, o primeiro da banda na Irlanda em 21 anos.
A turnê arrecadou um total de US$ 78,2 milhões e 697,357 ingressos das 13 datas esgotadas, superando o total da The Return of the Spice Girls (581,066 ingressos e US$ 70,1 milhões ente 2007 e 2008) e tornando-se a mais bem sucedida do grupo. A média por apresentação foi igualmente superior à digressão antecessora, crescendo de US$ 1,6 milhões e 12,913 para US$ 6 milhões e 53,643. A série de três shows no Wembley Stadium em Londres rendeu o mair público total divulgado, com 221,971 bilhetes vendidos, e também o maior lucro conjunto das apresentações, com US$ 27,6 milhões — obtendo ainda o maior lucro divulgado pela Billboard em 2019. Entre outros números, a revista destacou US$ 16.5 milhões em três concertos em Manchester e US$ 7.5 milhões em datas duplas em Coventry, com a apresentação no Croke Park em Dublin registrando os melhores dados dos shows únicos — 74,186 ingressos adquiridos e US$ 8,01 milhões lucrados. Esses números colocaram as Spice Girls em segundo lugar dentre os artistas com as turnês mais bem sucedidas do mês de maio de 2019, atrás apenas do grupo sul-coreano BTS.

## Repertório
Esse repertório é representativo do show do dia 24 de maio de 2019, em Dublin, na Irlanda, e não representa a lista de canções de todos os shows da turnê.
1. "Spice Up Your Life" (Morales Mix)
2. "If U Can't Dance"
3. "Who Do You Think You Are" (Morales Mix)
4. "Do It"
5. "Something Kinda Funny"
6. "Move Over" (interlúdio)
7. "Sound Off" (interlúdio)
8. "Holler"
9. "Queer Tango" (interlúdio)
10. "Viva Forever"
11. "Let Love Lead the Way"
12. "Goodbye"
13. "Never Give Up on the Good Times"
14. "We Are Family"
15. "Love Thing"
16. "The Lady Is a Vamp"
17. "The Last Waltz" (interlúdio)
18. "Too Much"
19. "Say You'll Be There"
20. "2 Become 1"
21. "Girl Power" (interlúdio)
22. "Stop"
23. "Mama"
24. "Wannabe"

## Datas
| Data                | Cidade     | País          | Local                | Ato de abertura | Público                  | Receita        |
| Europa              | Europa     | Europa        | Europa               | Europa          | Europa                   | Europa         |
| ------------------- | ---------- | ------------- | -------------------- | --------------- | ------------------------ | -------------- |
| 24 de maio de 2019  | Dublin     | Irlanda       | Croke Park           | Jess Glynne     | 74,186 / 74,186          | US$ 8,070,740  |
| 27 de maio de 2019  | Cardiff    | País de Gales | Principality Stadium | Jess Glynne     | 50,215 / 50,215          | US$ 4,716,720  |
| 29 de maio de 2019  | Manchester | Inglaterra    | Etihad Stadium       | Jess Glynne     | 150,955 / 150,955        | US$ 16,507,300 |
| 31 de maio de 2019  | Manchester | Inglaterra    | Etihad Stadium       | Jess Glynne     | 150,955 / 150,955        | US$ 16,507,300 |
| 1º de junho de 2019 | Manchester | Inglaterra    | Etihad Stadium       | Jess Glynne     | 150,955 / 150,955        | US$ 16,507,300 |
| 3 de junho de 2019  | Coventry   | Inglaterra    | Ricoh Arena          | Jess Glynne     | 69,748 / 69,748          | US$ 7,168,390  |
| 4 de junho de 2019  | Coventry   | Inglaterra    | Ricoh Arena          | Jess Glynne     | 69,748 / 69,748          | US$ 7,168,390  |
| 6 de junho de 2019  | Sunderland | Inglaterra    | Stadium of Light     | Jess Glynne     | 45,429 / 45,429          | US$ 4,512,900  |
| 8 de junho de 2019  | Edimburgo  | Escócia       | Murrayfield Stadium  | Jess Glynne     | 55,211 / 55,211          | US$ 6,038,050  |
| 10 de junho de 2019 | Bristol    | Inglaterra    | Ashton Gate Stadium  | Jess Glynne     | 29,642 / 29,642          | US$ 3,618,380  |
| 13 de junho de 2019 | Londres    | Inglaterra    | Wembley Stadium      | Jess Glynne     | 221,971 / 221,971        | US$ 27,571,100 |
| 14 de junho de 2019 | Londres    | Inglaterra    | Wembley Stadium      | Jess Glynne     | 221,971 / 221,971        | US$ 27,571,100 |
| 15 de junho de 2019 | Londres    | Inglaterra    | Wembley Stadium      | Jess Glynne     | 221,971 / 221,971        | US$ 27,571,100 |
| Total               | Total      | Total         | Total                | Total           | 679,357 / 679,357 (100%) | US$ 78,203,580 |

## Pessoal

### Vocais
- Melanie B
- Emma Bunton
- Melanie C
- Geri Halliwell

### Ato de apoio
- Jess Glynne

### Banda
- TBA

### Equipe técnica
- Coreógrafo - Paul Roberts
- Definir Designer - Jason Sherwood
- Iluminação - Tim Routledge
- Diretor de Arte - Kate Moross
- Vídeo - Lee Lodge